# Candyba
Candyba (łac. Diœcesis Candybensis) – stolica historycznej diecezji w Cesarstwie Rzymskim (prowincja Licja), współcześnie w Turcji. W 1933 ustanowiona katolickim biskupstwem tytularnym, wakująca od 1966.

## Biskupi tytularni
| Lp. | Biskup                 | Od             | Do                   |
| --- | ---------------------- | -------------- | -------------------- |
| 1   | Teofil Bromboszcz      | 24 marca 1934  | 12 stycznia 1937     |
| 2   | Jacques Pessers SVD    | 1 czerwca 1937 | 3 kwietnia 1961      |
| 3   | Gerald Francis O’Keefe | 5 maja 1961    | 20 października 1966 |